# Elsa Høyer
Elsa Høyer er en tidligere dansk atlet. Hun var medlem af Københavns IF og var på landsholdet 1949.

## Danske mesterskaber
- Guld 1949 4 x 100 meter 51.6 (Dansk rekord)
- Bronze 1949 200 meter 27,5